# Heidi Vints
Heidi Vints (Beringen, 15 juli 1987) is een Belgische schaakster. Ze werd Belgisch kampioene in 2004.
Ze is actief bij Schaakclub Heusden, onder andere als bestuurslid (materiaalmeester).

## Externe koppelingen
- (en)   Informatie over schaakpartijen van Heidi Vints op 365chess.com
- (en)  FIDE-ratinggegevens voor Heidi Vints